# Méditation transcendantale
 (septembre 2017).

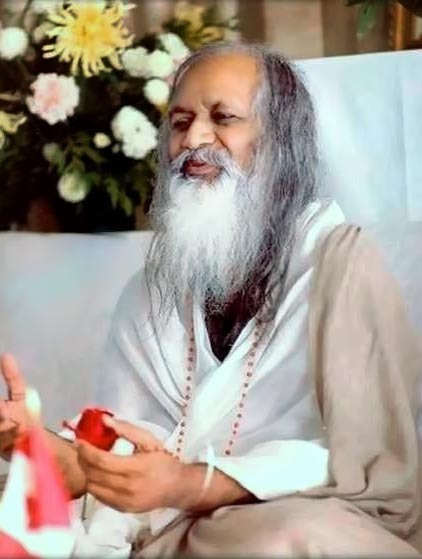
Maharishi Mahesh Yogi, fondateur du mouvement de méditation transcendantale.

La méditation transcendantale (ou MT) est une marque déposée d'une technique de relaxation et de développement personnel dérivée d'une pratique spirituelle indienne introduite en Occident en 1955 par Maharishi Mahesh Yogi (1917-2008). Selon ses promoteurs, elle aurait été enseignée à huit millions de personnes. L'organisation de Maharishi Mahesh Yogi, qui gère non seulement la méditation transcendentale mais également des écoles et des universités telles que la Maharishi University of Management ainsi que des Centres de médecine ayurvédique, est généralement appelée Mouvement de Méditation transcendantale. Dans le passé, le mouvement a été qualifié de secte dans certains pays.
Plus de 600 recherches scientifiques, parues notamment dans les revues Science, The American Journal of Physiology (en) et Scientific American, ont été publiées sur les effets bénéfiques de la MT sur la santé. Cependant, certaines évaluations, comme celles de Canter et Ernst, soulignent des lacunes méthodologiques et un potentiel biais dans les études affiliées au mouvement MT et les analyses de synthèse des recherches existantes hésitent à lui démontrer une efficacité supérieure à celles des autres formes de méditation, les observateurs ne s’accordant pas sur la question,,.

## Description de la technique
Selon le sociologue des religions Rodney Stark, la méditation transcendantale est « une technique de méditation indienne simplifiée et adaptée au marché occidental ». Cette technique serait pratiquée par 8 millions de personnes dans le monde selon le centre américain de la marque. Selon son créateur, Maharishi Mahesh Yogi, qui l'a popularisée en Occident, il s'agit d'une technique mentale de relaxation et de « développement de la conscience » qui se pratique à raison de deux séances d’une vingtaine de minutes par jour.
Cette méditation se pratique à l'aide d'un mantra, un son abstrait utilisé mentalement, que les responsables du mouvement de la méditation transcendentale présentent comme « dépourvu de signification » et qui doit être transmis par un instructeur dûment formé par l'organisation de Maharishi. 

## Les effets de la méditation transcendantale

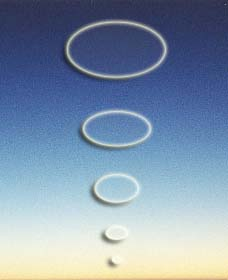
Illustration du processus mental dit de « transcendance » dans la pratique de la méditation transcendantale.

### Effets spirituels
Selon le mouvement de la méditation transcendantale, cette méditation aurait la capacité de générer un état de conscience que le Maharishi a baptisé « éveil au repos » : dans cette méditation, l'usage du mantra permettrait à l'esprit de se diriger vers un « état de silence infini » et de « pure félicité » appelé « conscience pure », équivalent au Soi des traditions spirituelles indiennes[réf. nécessaire].

### Effets physiologiques
Selon la Clinique de Cleveland, la MT favoriserait une diminution du stress, contribuerait à réduire la tension artérielle et aiderait également à atténuer les symptômes d’anxiété et de dépression.

#### Hypertension artérielle
En 2004, Canter et Ernst ont examiné cinq études sur les effets de la méditation transcendantale sur la tension artérielle. Ils concluent qu'il n'y a « pas suffisamment de preuves de qualité pour conclure si oui ou non la MT a un effet cumulatif positif sur la pression artérielle », précisant que les recherches publiées comportaient d'importantes lacunes méthodologiques et étaient potentiellement biaisées par l'affiliation des auteurs à l'organisation de la MT.
Les auteurs des recherches concernées, qui sont membres de la Maharishi International University,  répondent par contre que la plupart de ces études ont été financées par les divers instituts de recherches du National Institutes of Health — les agences gouvernementales américaines responsables de la recherche médicale — et qu’en tant que telles, les méthodologies ont été évaluées par des pairs indépendants et experts en la matière[pas clair],.
En 2008, une méta-analyse de neuf études randomisées (trois des études ont été évaluées comme étant de bonne qualité, trois comme acceptables, et trois comme perfectibles) a montré qu’une pratique régulière de la méditation transcendantale pourrait réduire en moyenne la pression artérielle systolique de 4,7 mmHg et la pression artérielle diastolique de 3,2 mmHg, ces changements étant statistiquement significatifs.
Une méta-analyse de 1989 sur les techniques de relaxation traitant l’anxiété conclut que ces méthodes ont un effet modéré et que, parmi elles, la méditation transcendantale aurait un effet significativement plus important.
En 2013, une déclaration scientifique de l'American Heart Association (AHA) concernant la baisse de la tension artérielle à l'aide des approches alternatives déclare que la méditation transcendantale, les autres techniques de méditation, le yoga, les autres thérapies de relaxation et les approches de biofeedback ont généralement des preuves modestes, mitigées ou nulles montrant leur efficacité. La méditation transcendantale est classée en IIB avec un niveau B ce qui signifie que l'efficacité est loin d'être établie mais qu'elle peut être envisagée car le bénéfice attendu est supérieur au risque « la méditation transcendantale peut être utilisée en pratique clinique pour abaisser la tension artérielle ».

#### Stress, anxiété ou dépression
Le 13 décembre 2010, l'acteur et réalisateur Clint Eastwood, accompagné d'autres personnalités, fait la promotion de la méditation transcendantale en tant que remède au stress provoqué par la guerre.

## Dans la société

### Introduction en Occident
Dans les années 1960, Maharishi commence à enseigner la technique de MT, tout d'abord aux États-Unis et ensuite à travers le monde ; il touche principalement la classe moyenne. Puis, à la suite de l'engouement pour les pratiques orientales et l'intérêt de quelques célébrités pour cette pratique — parmi lesquelles les Beatles, mais aussi les Doors, les Beach Boys, Donovan, Mia Farrow, Martin Scorsese et Clint Eastwood —, la MT rencontre une certaine popularité internationale auprès de la jeunesse occidentale, en plein essor de la contreculture. Le séjour des Beatles en Inde en 1968 pendant leur période hippie va populariser l'enseignement de Maharishi en Occident, même s'il s'est finalement terminé sur des accusations de « bluff » et une dispute, des rumeurs d'avances sexuelles du maître envers Mia Farrow s'ėtant propagées — ce qui mena au départ précipité de tout le groupe —, rumeurs qui furent d'ailleurs démenties par l'actrice dans sa propre autobiographie.
Dans les années 1970, selon le The New York Times, la méthode gagne une certaine respectabilité auprès du monde médical.
De nos jours, selon Nicolas Alamone, la méditation transcendentale serait la forme de méditation la plus répandue dans le monde. Des célébrités (Mike Love des Beach Boys, Jerry Seinfeld, Howard Stern) pratiquent la MT principalement pour gérer le stress généré par leur vie trépidante, souvent dans le sillage de David Lynch et de sa Fondation,.

### Dans des prisons

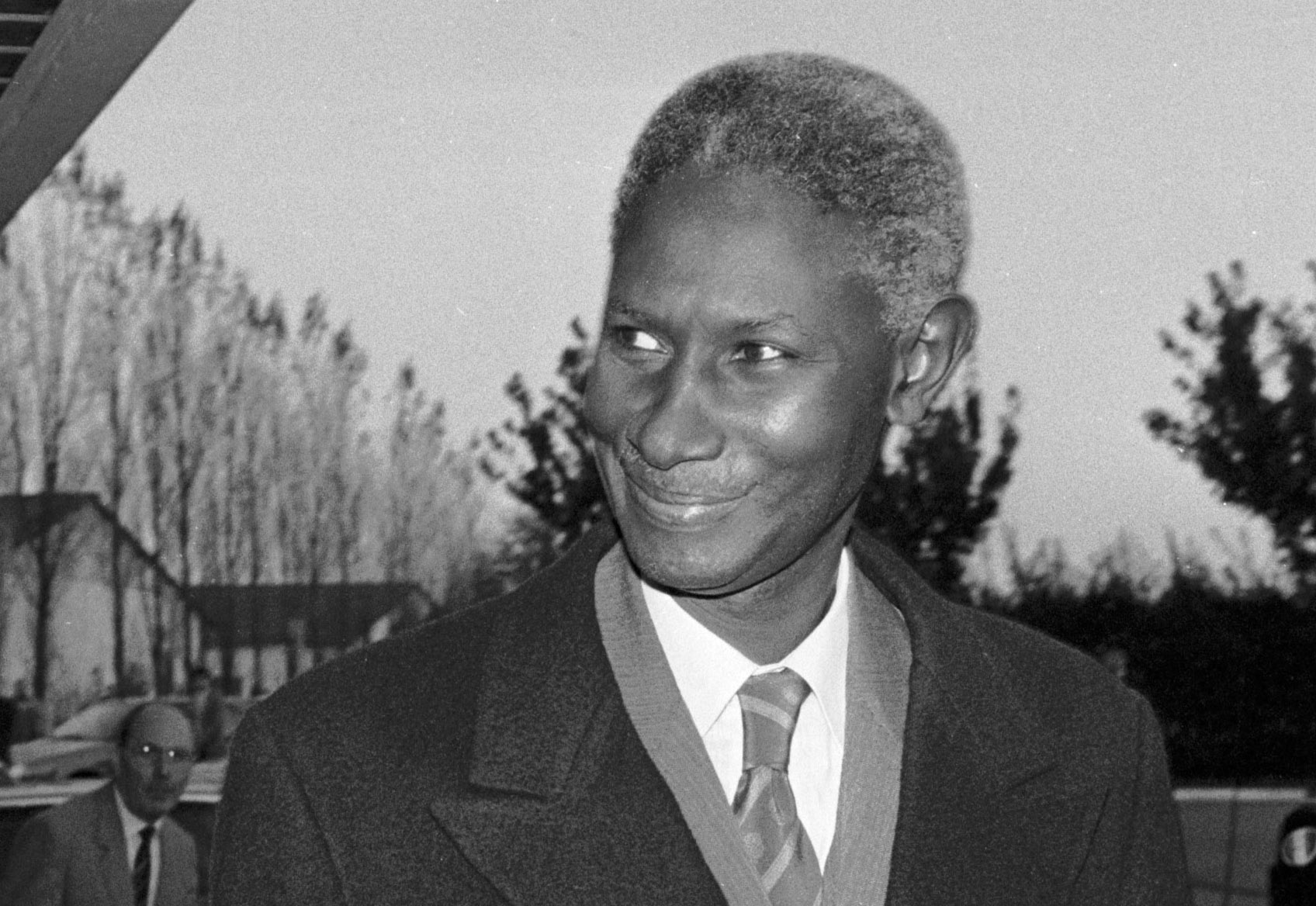
Abdou Diouf en 1988.

Dans les prisons du Sénégal, à la fin des années 1980 et à l'initiative du président Abdou Diouf, un programme de réhabilitation basé sur la méditation transcendantale fut appliqué dans 31 établissements pénitentiaires sur une période de deux ans. 11 000 détenus participèrent au programme. Parmi les 2 400 détenus libérés par une amnistie en juin 1988, le taux de récidive fut inférieur à 10 % dans les six mois après la libération des prisonniers (au lieu du taux moyen de récidive de 90 % dans le premier mois suivant l'élargissement). Si 80 %  des récidivistes n'avaient pas intégré le programme, le nombre de pratiquants de la méditation transcendantale parmi l'ensemble des amnistiés n'est pas connu, et la fermeture des établissements pénitentiaires qui en a résulté a été remise en cause ultérieurement, à cause du surpeuplement pénitentiaire existant au XXIe siècle.

### Dans des écoles

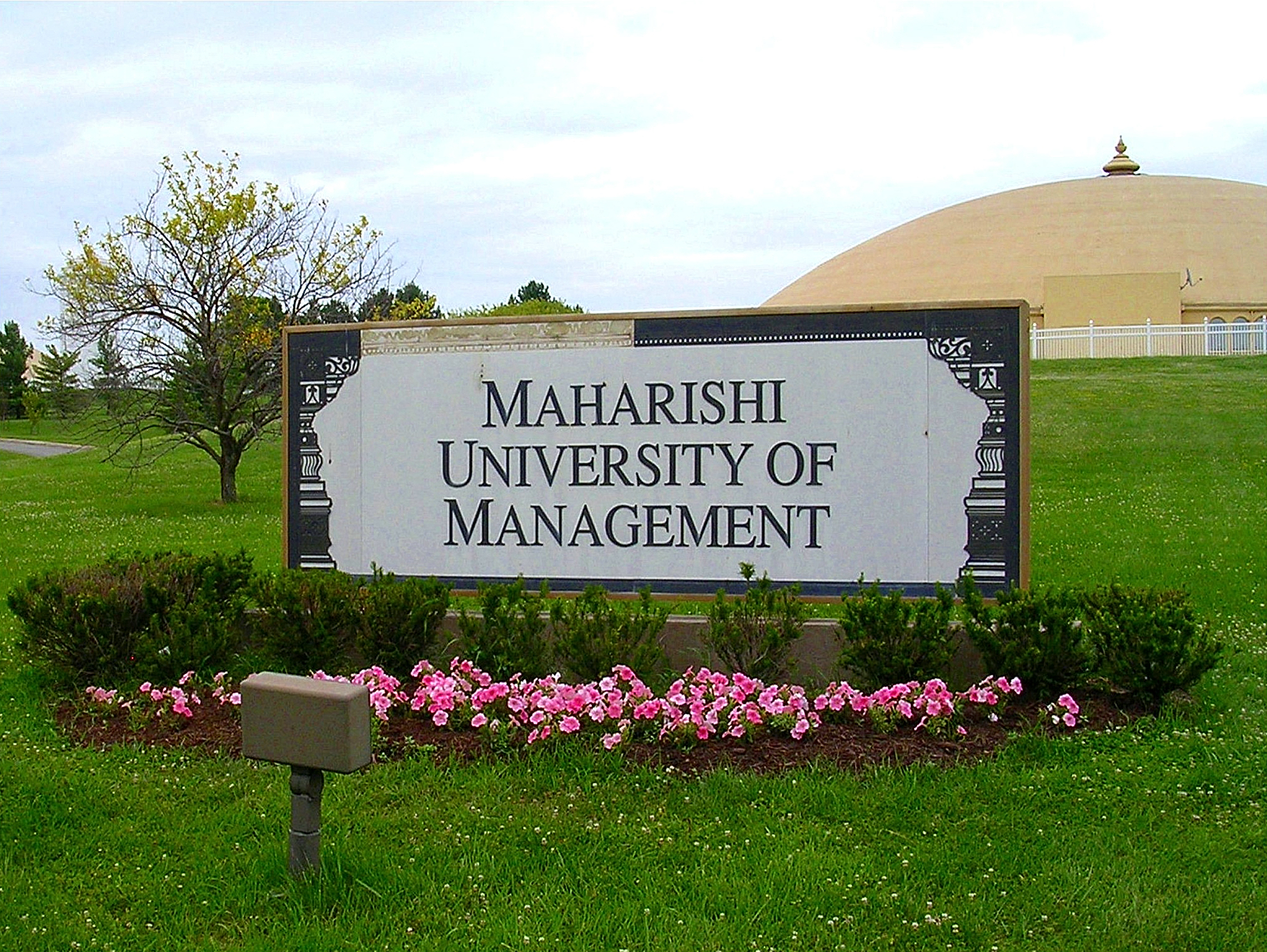
À l'arrière-plan, le Golden Dome destiné à la pratique collective de la MT à la Maharishi University of Management (MUM) située à Fairfield (Iowa, États-Unis

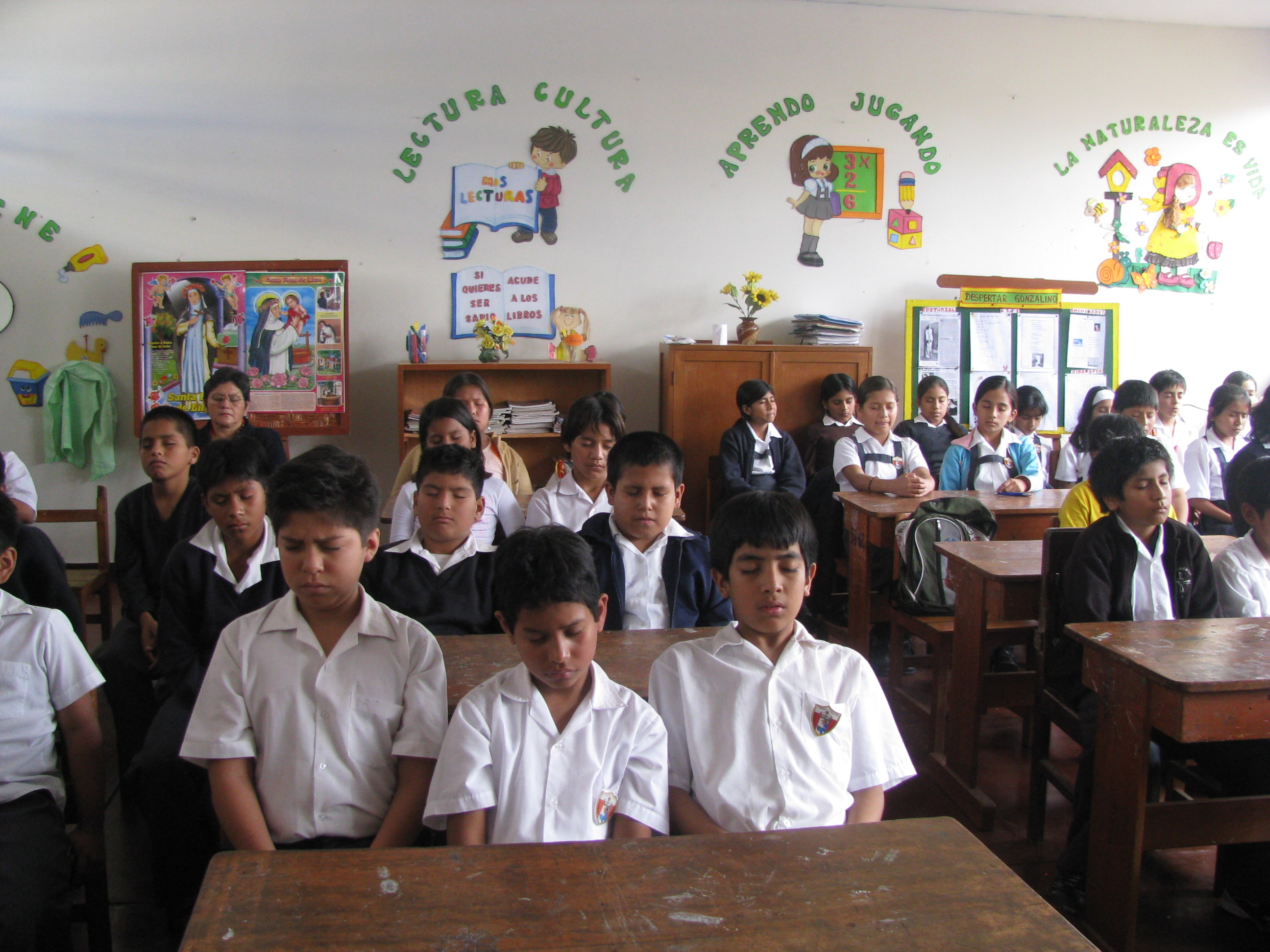
méditation de groupe dans une école du Pérou où les élèves ont appris la MT grâce au soutien financier de la Fondation David Lynch.

Dans le milieu des années 1960, la Students' International Meditation Society (SIMS) commence à proposer aux enseignants et étudiants américains de pratiquer la Méditation transcendantale,. Sa branche de l'UCLA (Université de Californie, Los Angeles) compte alors un millier de membres.
Parallèlement, en 1971, le mouvement de MT fonde à Fairfield (Iowa, États-Unis) sa propre université, l'Université internationale Maharishi (MIU) — rebaptisée Maharishi University of Management (en)(MUM) en 1996, — et en 1974, sur le même campus, l'École Maharishi de l'âge de l'illumination (en) destinée aux plus jeunes.
En 1974, selon les chiffres donnés par un adepte de la méditation transcendantale, 14 états américains encouragent l'enseignement de la MT dans les écoles et elle est enseignée dans 50 universités, mais en 1979 son introduction dans le système éducatif du New Jersey, un État du nord-est des États-Unis, est suspendu à la suite d'une décision de la Cour d'appel des États-Unis pour le troisième circuit. Cette dernière juge que les cours optionnels de Science de l'Intelligence Créatrice et de MT donnés dans les écoles publiques de cet État sont incompatibles avec la clause d'établissement du premier amendement de la constitution américaine car ils pourraient être assimilés à l'exercice d'une religion (« Malnak v. Yogi », 1977 et 1979, ainsi qu'en 1996 « Hendel v. World Plan Executive Council),.
Selon Cynthia Ann Humes, professeure en études religieuses à la Claremont Graduate University (Californie, États-Unis), cette décision de justice a permis de supprimer l'utilisation du financement d'État destiné à incorporer la MT dans certaines écoles publiques américaines. Par contre, les érudits religieux Douglas E. Cowan et David G. Bromley (en) affirment quant à eux que cette « rebuffade judiciaire » du projet de l'école du New Jersey n'a pas rendu une évaluation négative du programme lui-même ; ceux qui s'opposent à sa pratique dans les écoles publiques sont dits être principalement des chrétiens conservateurs et des libertariens civils qui cherchent à préserver la séparation de toute forme de religion et de l'État,.
La méditation transcendantale est proposée dans plusieurs écoles et universités dans le monde sur la base du volontariat, avec un consentement parental : enseignants et parents apprennent la MT avant les élèves. Professeurs et élèves méditent 10 à 20 min deux fois par jour, et ces périodes de silence sont souvent appelées « Quiet Time Programme »,,. En 2016, la MT est pratiquée en début et fin de journée dans quarante quatre écoles publiques ou privées américaines, dont des écoles religieuses, et à l'échelle planétaire dans 500 établissements scolaires de 60 pays.
La fondation du cinéaste David Lynch, qui déclare pratiquer la MT depuis 1973, finance depuis 2005 l'apprentissage de la méthode dans des écoles du monde entier — ainsi qu'à des populations dites « à risque » comme les anciens combattants atteints de stress post-traumatique, les victimes de violence conjugale, les sans-abri ou encore les enfants des rues — et met en avant d'autres établissements dans le monde qui ont intégré la méditation transcendantale,.
En Angleterre, la Maharishi School (en) de Skelmersdale, fondée en 1986, est désormais financée par le gouvernement (en) en tant qu'école libre et obtient régulièrement de très bons résultats. Ce statut d'école libre mais subventionnée par l'État a suscité des inquiétudes, notamment sur l'aspect spirituel et, selon la British Humanist Association, « pseudo-scientifique, » de l'enseignement, ainsi que la crainte qu'elle ne soit subventionnée au détriment des autres écoles et ne finance l'éducation des membres d'un culte religieux. Un porte-parole du ministère de l'Éducation du Royaume-Uni a néanmoins tempéré la situation, arguant que l'École Maharishi procure une excellente éducation et est ouverte à tout élève, quelle que soit sa confession, ou son absence de confession, et qu'à l'instar des autres écoles libres, ses élèves passeront les mêmes examens que les élèves des écoles publiques,,.
Fondé en 2007, l'Institut Maharishi (en) de Johannesburg permet à des élèves d'Afrique du Sud issus de milieux défavorisés d'obtenir non seulement un diplôme mais également un emploi sur le marché du travail. L'Institut fait appel à l'approche de l'Éducation fondée sur la conscience (en) et offre une expérience d'apprentissage dans la vie réelle rémunérée, permettant à ses étudiants de couvrir leurs frais de scolarité et de subsistance,,.

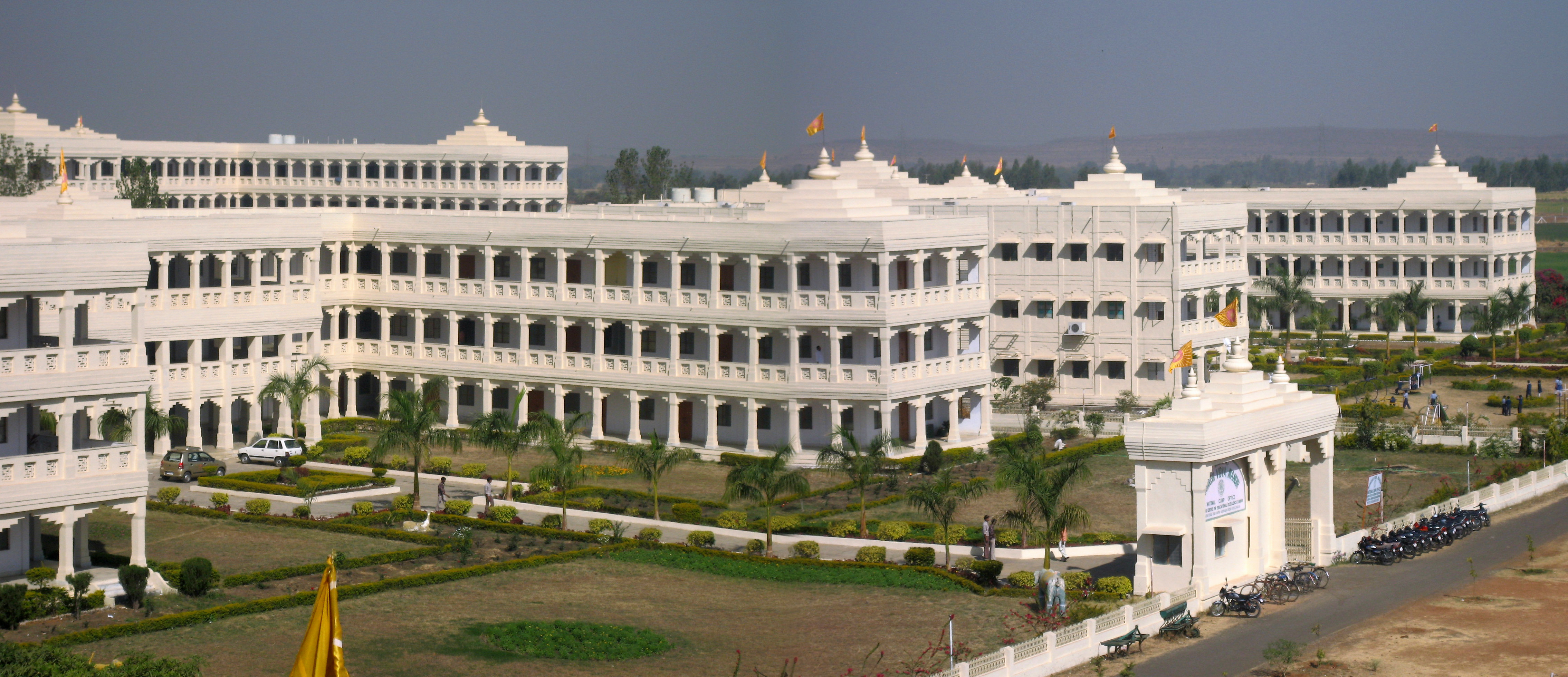
La Maharishi Vidya Mandir Schools de Bhopal.

Le mouvement de Maharishi a par ailleurs établi en Inde un vaste réseau privé d'écoles, un des plus importants du continent, les Maharishi Vidya Mandir Schools (en), qui comporte 148 branches établies dans 16 états et 118 villes et est fréquenté par plus de 80 000 étudiants, ainsi que des universités déployées sur 250 districts, les Maharishi Mahesh Yogi Vedic Universities (en), ou Maharishi Mahesh Yogi Vedic Vishwavidyalaya (MMYVV),.

### Dans la police et l'armée
En 2015, la fondation David Lynch a financé des cours de méditation pour 400 policiers d'élite de Rio de Janeiro (Brésil), ville hôtesse des Jeux Olympiques 2016, afin de réduire le stress au sein de la profession,. Dans les années 1990, la méthode avait été introduite dans la police et l'armée au Mozambique par le Président Chissano.

### En politique
À partir de 1992, le mouvement de méditation transcendantale s'investit dans la politique en France en créant le Parti de la Loi Naturelle (PLN), la section française d'un parti transnational, le Natural Law Party, fondé la même année aux États-Unis et qui se développa dans 74 pays.
Ce parti fit la promotion de l'utilisation de la technique de méditation transcendantale et du programme MT-Sidhi pour éliminer tous les problèmes de la société, avant de s'auto-dissoudre en 2001. Le fait que ce parti (ainsi que le Parti humaniste) aient eu un temps de parole égal aux partis traditionnels souleva quelques controverses. Certains y voyaient une « publicité gratuite » pour les faux nez de sectes et un « racket de fonds publics ». Mais ces critiques n'aboutirent à rien : leur inscription était légale et le Parti de la loi naturelle reçut 123 488,87 francs (18 825,62 €) de l'État aux législatives de 1997.

## Controverses

### Sur le caractère sectaire
Selon le site chrétien d'actualité La Vie, l'Unadfi (l'Union nationale des associations de défense des familles et de l'individu) considère le mouvement de méditation transcendantale comme sectaire.
En 1983, le rapport d'Alain Vivien citait le mouvement de la méditation transcendantale parmi les groupes sectaires et en 1987, l'association américaine Cult Awareness Network (CAN) dénonçait la MT comme étant non pas une méthode de relaxation au moyen de la méditation mais une secte (« a cult »).
Le rapport d'Alain Vivien de 1983 a été critiqué par Jean Vernette ainsi que par Massimo Introvigne et John Gordon Melton.
Le terme « secte » a également été repris pour désigner l'Institut de science védique Maharishi Paris, association enseignant la MT, dans le rapport de la commission d'enquête parlementaire présidée par Alain Gest publié en 1995 et qui dressait une liste controversée de 173 « mouvements sectaires ». Critiquée dès le départ par les sociologues, cette liste a été désavouée par les organismes gouvernementaux et jusque par Yves Bertrand, le directeur des Renseignements généraux qui l'avait produite, dans son livre Je ne sais rien mais je dirai (presque) tout. Elle a été jugée périmée par le président de la Miviludes lui-même, « scandaleuse » par Emmanuelle Mignon, alors directrice de cabinet du Président de la République et selon la circulaire du ministère de l'Intérieur du 7 novembre 1997, « ces rapports parlementaires [...] ne prétendent pas avoir valeur normative et ne sauraient fonder ni des distinctions entre les associations qualifiées de « sectaires » et celles qui ne le sont pas ». De même, selon le Courrier Juridique des Affaires Sociales et Maître Jean-Pierre Joseph, avocat au Barreau de Grenoble, ce rapport n'a également « aucune valeur juridique ».
Le rapport de Jean-Pierre Brard à l'Assemblée nationale, Les sectes et l'argent (1999), fait au nom de la Commission d'enquête, cite la méditation transcendantale dans les exemples de partis politiques créés par des mouvements dits sectaires et reconnus comme ONG (le Parti de la loi naturelle créé en 1992 avait pour but de propager les idées de Maharishi).
La France étant un des pays les plus engagés dans la lutte contre les dérives sectaires et à l'origine de positions controversées qui lui valurent de nombreuses critiques, notamment de la part de l’Assemblée parlementaire européenne, apparaît en 2005 la « circulaire Raffarin » relative à la lutte contre les dérives sectaires qui, par souci « de concilier la lutte contre les agissements de certains groupes [...] avec le respect des libertés publiques et du principe de laïcité », établit que « le recours à des listes de groupements sera évité. ».
Le rapport de la commission d'enquête parlementaire de 2006 cite quant à lui le mouvement de MT à titre d'exemple d'une organisation ayant engagé des poursuites judiciaires (dans le cas présent, en Allemagne) — ce qui rendrait ainsi le travail des commissions interministérielles plus difficile — mais un compte-rendu de ces discussions étant présenté chaque année au « Congrès des États-Unis sur les droits de l'homme et la liberté de religion dans le monde », ces batailles juridiques ont pris un caractère international, le procès-verbal américain du 15 septembre 2006 ayant précisément critiqué l'Allemagne en raison de son attitude envers ces mouvements.
Selon le site du magazine Psychologies (mars 2014), aux États-Unis, au contraire de la France où elle l'a été, la MT n'est pas classée officiellement comme mouvement sectaire.

### Méditation transcendantale et religions
Selon les sources, la technique de méditation transcendantale a été décrite de différentes manières : comme religieuse et non religieuse ; parfois comme aspect d'un nouveau mouvement religieux ; comme ayant des racines dans la tradition védique ancienne de l'Inde,, et comme une pratique non confessionnelle de développement personnel,,.
Le Conseil pontifical pour le dialogue inter-religieux a fait une déclaration ambigüe, reprenant une partie des conclusions auxquelles aboutit la Commission théologique irlandaise en 1994. Le cardinal Jaime Sin, archevêque de Manille aux Philippines, déclarait quant à lui en 1984, à l'époque où l’organisation de Maharishi avait acquis l'Université de l'Est à Manille et comptait ajouter des périodes de MT au curriculum, que cette forme de méditation est incompatible avec le christianisme. Dans Le Zen démystifié, le missionnaire catholique Henricus Johannes Josephus Maria van Straelen, mentionne que le mantra donné à tout nouvel adhérent serait généralement le nom d'une divinité hindoue et que, selon lui, la cérémonie d'initiation, la puja, aurait un caractère idolâtrique.
Il y a cependant des chrétiens et quelques prêtres qui pratiquent la méditation transcendantale sans y voir de contradiction avec leur foi et qui y verraient un enrichissement de leur vie religieuse : Leonard Dubi, prêtre catholique à Chicago depuis plus de quarante ans, considère que sa pratique de la MT ne contredit en rien sa foi en Jésus-Christ et qu'elle l'aide à prier plus profondément et à s'approcher plus près de Dieu, ; le père Gabriel Mejía Montoya utilise la MT comme outil pour réhabiliter des jeunes issus des milieux de la drogue, de la prostitution et de la guérilla dans les 54 orphelinats de sa Fondation Hogares Claret, en Colombie, avec 76,9 % de réussite en 2009,, ; similairement, en Thaïlande, la nonne bouddhiste Mae Chee Aunampai Passakchai, fondatrice de l'unique orphelinat pour filles du royaume, enseigne la MT à ses étudiantes.
En ce qui concerne les autres branches du christianisme, le métropolite Maximos de l'Église orthodoxe de Grèce décrit cette pratique comme « une nouvelle version du yoga hindou ». En Allemagne, Hansjörg Hemminger, commissaire pour les questions idéologiques de l'Église évangélique du Wurtemberg, s'y oppose.
En Inde, quelques représentants de l'hindouisme perçoivent parfois l'enseignement de la MT comme une exploitation commerciale de la philosophie indienne. Un swami qui fut condisciple de Maharishi Mahesh Yogi, précise que celui-ci étant né dans une caste de commerçants, n'était pas supposé transmettre des mantras et enseigner la méditation, et que traditionnellement « les gurus ne vendent pas leur connaissance, ils la partagent »,.
Toutefois, selon l'érudite californienne Cynthia Ann Humes, les éveillés de n'importe quelle caste peuvent « enseigner Brahmavidya » (la connaissance du Soi).

### Mysticisme quantique

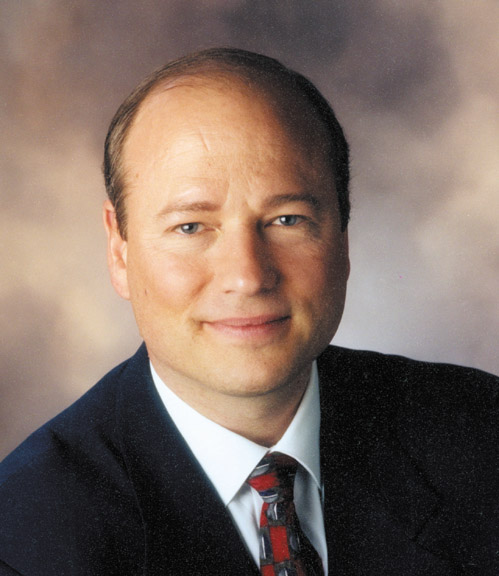
John Hagelin

Dans les années 1980, John Hagelin — physicien des particules issu de Harvard, professeur de Méditation transcendantale et actuel directeur de la Maharishi University of Management — développe, incité par Maharishi, un parallèle entre la théorie des supercordes, qui tente d'unifier toutes les théories de la physique, et un hypothétique champ unifié de la conscience, un champ transcendantal identique à la « conscience pure » de la tradition védique expérimentée au cours de la Méditation transcendantale et que la pratique de cette dernière permettrait de « contacter ».
Plusieurs physiciens de renom ont critiqué son approche et ont soutenu que les thèses d'Hagelin étaient un non-sens pour la plupart de ses pairs, qu'elles avaient rendu furieux ses anciens collaborateurs et l'avaient mis au ban de la communauté scientifique après avoir voulu importer ses « rêveries métaphysiques orientales » dans le domaine de la physique quantique. En 1994, ces thèses ont valu à Hagelin un Prix Ig Nobel, parodie du prix Nobel officiel décerné chaque année à dix recherches scientifiques excentriques, pour avoir conclu « de manière expérimentale que 4 000 méditants entraînés avaient permis une diminution de 18 % de la criminalité violente à Washington D.C. »,.

### Problématique des recherches scientifiques
À partir des années 1970, Maharishi Mahesh Yogi fait entamer des recherches scientifiques sur la MT afin de prouver objectivement son efficacité et introduit la « Science de l'Intelligence Créatrice (SIC),, « une nouvelle science de la conscience » dont l'aspect pratique est le « programme de Méditation transcendantale » et qui a pour objectif de « connecter la science moderne à la science védique ». Comme pour nombre d'autres pratiques non conventionnelles, il utilise le langage et les protocoles scientifiques traditionnels,, ce que ses opposants lui reprochent toujours, accusant ces recherches de pseudo-science.
David Orme-Johnson, chercheur affilié au mouvement MT, publie en 1988 dans la revue Journal of Conflict Resolution un article visant à démontrer l'« effet Maharishi » : lorsqu'un pour cent d'une ville pratique la méditation transcendantale, le taux de criminalité baisserait en moyenne de 16 %, établissant le principe suivant lequel la conscience individuelle influencerait la conscience collective. L'article d'Orme-Johnson paraît aux côtés de deux courtes discussions, l'une de l'éditeur et une autre d'un réviseur qui indiquent leur désaccord sur la publication de tels résultats. Les résultats sont repris par la presse populaire, boostant la diffusion de ces théories et leur légitimité. La méthodologie employée fait cependant l'objet d'une revue critique en 1990, dans le même journal : le processus de révision par les pairs s'est avéré défaillant, et la présence d'un certain nombre d'erreurs méthodologiques grossières auraient dû empêcher la publication de telles assertions.
Commentant ces recherches, Barry Markovsky, professeur en sociologie à l'Université de Caroline du Sud, souligne différents biais méthodologiques qui nuisent à leur crédibilité, tout en précisant que, selon lui, la majorité des scientifiques ne portent pas d'attention à ces publications et ne tentent même pas de les contredire,.
Un article scientifique de 2003 concernant l'impact sur les fonctions cognitives de la pratique régulière de la MT indique que sur 107 études considérées, 97 ont été rejetées à cause de leur méthodologie — la plupart n'étaient pas randomisées —. Parmi les 10 autres, seules 4 rapportaient des effets positifs mais ce résultat semblait également découler d'une sélection de sujets favorables à la MT.
Des méta-analyses sur les effets respectifs de différentes techniques de méditation ont été publiées. Celle menée par Sedlmeier et publiée en 2012 semble montrer que les différentes techniques de méditation étudiées ont des effets globaux similaires. Plus précisément la méditation de pleine conscience serait la technique la plus efficace pour réduire les traits de personnalité négatifs et pour améliorer l’image de soi alors que la méditation transcendantale aurait les effets les plus importants pour diminuer les émotions négatives, réduire l’anxiété réactionnelle, diminuer les tendances névrotiques et améliorer la réalisation de soi. Toutefois cette méta-étude a été remise en cause sur la méthodologie de sélection des études précisément sur la méditation transcendantale. Les auteurs répondent que les oublis recensés ne devraient pas changer les résultats

### David et les yogis volants
David et les yogis volants (titre original : David wants to fly) est un documentaire de 2010 de David Sieveking diffusé en France sur Arte. Il relate le périple du réalisateur, qui se présente comme un fan de David Lynch, dans l'univers du mouvement de méditation transcendantale, et ses déceptions progressives. Il finit par porter un regard très critique sur Lynch autant que sur les rajas, responsables nationaux du mouvement. Par exemple, l'interview d'un ancien donateur du mouvement évoque d'énormes gaspillages d'argent. La même année, Arte avait déjà diffusé un reportage sur l’École Maharishi en Angleterre avec la participation de Sieveking.